# Liste der Botschafter der Vereinigten Staaten in Kambodscha

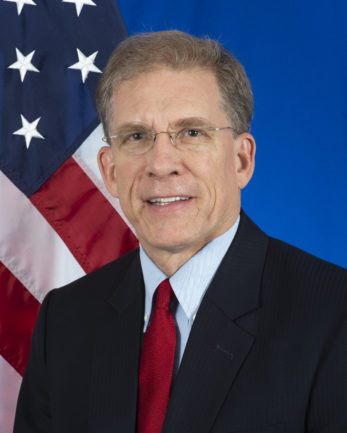
W. Patrick Murphy ist seit 2019 US-Botschafter in Kambodscha.

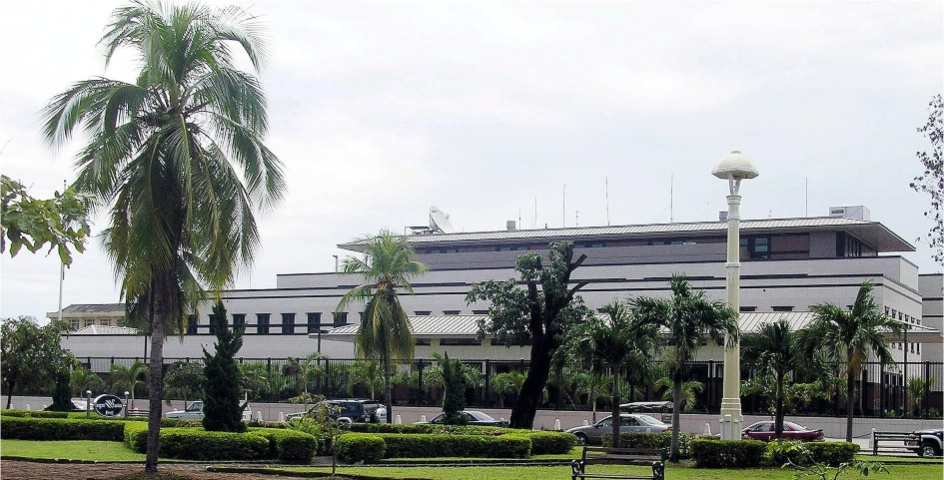
Die US-Botschaft in Phnom Penh.

Die Liste der Botschafter der Vereinigten Staaten in Kambodscha bietet einen Überblick über die Leiter der US-amerikanischen diplomatischen Vertretung in Kambodscha seit 1950. Die bilateralen Beziehungen zwischen den Vereinigten Staaten und Kambodscha waren während des Kalten Krieges zwar angespannt, haben sich jedoch in den letzten erheblich verstärkt. Die USA unterstützen unter anderem die Bemühungen in Kambodscha zur Bekämpfung des Terrorismus, zum Aufbau demokratischer Institutionen, zur Förderung der Menschenrechte, zur Förderung der wirtschaftlichen Entwicklung, zur Beseitigung der Korruption, zur größtmöglichen Aufklärung der in der Zeit der Indochinakriege vermissten Amerikaner und zur Strafverfolgung der Hauptverantwortlichen für schwerwiegende Verstöße Verstöße gegen das humanitäre Völkerrecht, die unter dem Regime der Roten Khmer begangen wurden.
Die US-Botschaft befindet sich in Phnom Penh, in der Nähe von Wat Phnom. Sie ist eine der größten Botschaften in Phnom Penh und befindet sich auf dem Gelände des ehemaligen Cercle Sportif (auch bekannt als Club Sportif Khmer) und war nach der Einnahme von Phnom Penh durch die Roten Khmer am 17. April 1975 Schauplatz der Hinrichtung verschiedener hochrangiger Anführer der Khmer-Republik einschließlich Lon Non, Long Boret und Sisowath Sirik Matak.

## Amtsinhaber
| Name                                                    | Beginn der Amtszeit | Ende der Amtszeit    | Anmerkung |
| ------------------------------------------------------- | ------------------- | -------------------- | --- |
| Donald Read Heath                                       | 11. Juli 1950       | 2. Oktober 1952      | Seit dem 11. Juli 1950 zunächst Gesandter (Envoy Extraordinary and Minister Plenipotentiary) Seit dem 12. Juli 1952 Botschafter (Ambassador Extraordinary and Plenipotentiary). |
| Robert Mills McClintock                                 | 2. Oktober 1954     | 15. Oktober 1956     | |
| Carl Walther Strom                                      | 7. Dezember 1956    | 8. März 1959         | |
| William Cattell Trimble                                 | 23. April 1959      | 8. Juni 1962         | |
| Philip Dodson Sprouse                                   | 20. August 1962     | 3. März 1964         | |
| Randolph Appleton Kidder                                | (9. Juli 1964)      | (18. September 1964) | Kidder wurde am 9. Juli 1964 zum Botschafter ernannt. Da er seine Akkreditierung nicht übergeben konnte, verließ er den Posten am 18. September 1964.                           |
| Alf Echols Bergeson                                     |                     | 3. Mai 1965          | Kommissarischer Geschäftsträger (Chargé d’Affaires ad interim) |
| Botschafterposten / Leitung der Botschaft nicht besetzt | 3. Mai 1965         | 16. August 1969      | |
| Lloyd Michael Rives                                     | 16. August 1969     | 15. September 1970   | Kommissarischer Geschäftsträger (Chargé d’Affaires ad interim) |
| Emory Coblentz Swank                                    | 15. September 1970  | 5. September 1973    | |
| John Gunther Dean                                       | 3. April 1974       | 12. April 1975       | |
| Botschafterposten / Leitung der Botschaft nicht besetzt | 12. April 1975      | 11. November 1991    | |
| Charles H. Twining Jr.                                  | 11. November 1991   | 20. November 1995    | Seit 11. November 1991 diplomatischer Vertreter (Representative) Seit 17. Mai 1994 Botschafter                                                                                  |
| Kenneth Michael Quinn                                   | 28. Mai 1996        | 25. Juli 1999        | |
| Kent Mans Wiedemann                                     | 31. August 1999     | 16. Mai 2002         | |
| Charles Aaron Ray                                       | 4. Januar 2003      | 11. Juli 2005        | |
| Joseph Adamo Mussomeli                                  | 22. September 2005  | 25. Dezember 2008    | |
| Carol Ann Rodley                                        | 20. Januar 2009     | 29. September 2011   | |
| William Edward Todd                                     | 8. Juni 2012        | 14. August 2015      | |
| William A. Heidt                                        | 2. Dezember 2015    | 29. November 2018    | |
| W. Patrick Murphy                                       | 18. Dezember 2019   | amtierend            | |

## Hintergrundliteratur
Interviews mit ehemaligen Botschaftern und Diplomaten im Rahmen des Foreign Affairs Oral History Project der Association for Diplomatic Studies and Training:
- AMBASSADOR WILLIAM C. TRIMBLE. In: Foreign Affairs Oral History Project (The Association for Diplomatic Studies and Training). 24. Februar 1990, abgerufen am 7. Juni 2023 (englisch).
- AMBASSADOR RANDOLPH A. KIDDER. In: Foreign Affairs Oral History Project (The Association for Diplomatic Studies and Training). 13. Dezember 1989, abgerufen am 7. Juni 2023 (englisch).
- L. MICHAEL RIVES. In: Foreign Affairs Oral History Project (The Association for Diplomatic Studies and Training). 25. Juli 1995, abgerufen am 7. Juni 2023 (englisch).
- AMBASSADOR EMORY C. SWANK. In: Foreign Affairs Oral History Project (The Association for Diplomatic Studies and Training). 1. Januar 1988, abgerufen am 7. Juni 2023 (englisch).
- AMBASSADOR JOHN GUNTHER DEAN. In: Foreign Affairs Oral History Project (The Association for Diplomatic Studies and Training). 6. September 2000, abgerufen am 7. Juni 2023 (englisch).
- AMBASSADOR CHARLES H. TWINING. In: Foreign Affairs Oral History Project (The Association for Diplomatic Studies and Training). 26. Mai 2004, abgerufen am 7. Juni 2023 (englisch).
- AMBASSADOR KENNETH M. QUINN. In: Foreign Affairs Oral History Project (The Association for Diplomatic Studies and Training). 8. August 2013, abgerufen am 7. Juni 2023 (englisch).
- AMBASSADOR CHARLES A. RAY. In: Foreign Affairs Oral History Project (The Association for Diplomatic Studies and Training). 5. Februar 2013, abgerufen am 7. Juni 2023 (englisch).